# Pekkie
Pekkie is een personage uit de Vlaamse stripreeks Jommeke. Hij is de hond van Jommekes beste vriend Filiberke.

## Omschrijving
Pekkie is de trouwe hond van Filiberke. Hij is een zwarte koningspoedel en heeft dan ook krullend haar. Hij draagt altijd een rode halsband. In tegenstelling tot Flip, de papegaai van Jommeke, spreekt Pekkie niet. Zijn rol in de stripreeks is vooral die van de beste vriend van Filiberke. Beide zijn zo goed als altijd samen en hij gaat altijd mee in de fantasiespelletjes van Filiberke. Doorgaans is hij een goede speurhond, hoewel de reuk van worst hem gemakkelijk misleidt. Een vaak voorkomende situatie is dat hij een slagerij binnenloopt om worsten te stelen wanneer hem gevraagd wordt om een spoor te zoeken.
Pekkie komt voor het eerst voor in De zingende aap, samen met Filiberke. Die heeft hem dan pas van zijn oom Charellowie als geschenk gekregen. Doorheen de stripreeks is Pekkie als reu tweemaal vader geworden, dit in de albums De Jommekesclub en Luilekkerland. Dit heeft echter geen gevolgen in het vervolg van de reeks. Hoewel hij doorgaans een bijrol heeft, gebeurt het weleens dat Pekkie een van de dragende rollen in een verhaal krijgt, zoals in Pekkie in Hollywood.

## Albums
Pekkie komt net als zijn baasje Filiberke in bijna alle albums voor. Doorgaans heeft hij als niet-sprekend personage een kleine rol. Hij komt niet voor in volgende albums : De jacht op een voetbal, Op heksenjacht, Het verkeerde land, Dolle fratsen, Kinderen baas, Jacht op Gobelijn, Neuzen bij de vleet, Twee halve lappen, De tocht naar Asnapije, Diamanten in de zoo, Alarm in de rode baai, De slaapkop, Choco ontvoerd, Prinses Pott, ...

## Vertalingen
Enkele Jommekes-albums zijn ook verschenen in andere landen en in deze vertalingen heeft Pekkie een aangepaste naam:
- Zweeds: Sotis